# (31490) Swapnavdeka
(31490) Swapnavdeka est un astéroïde de la ceinture principale.

## Description
(31490) Swapnavdeka est un astéroïde de la ceinture principale. Il fut découvert le 10 février 1999 à Socorro (Nouveau-Mexique) par le projet LINEAR. Il présente une orbite caractérisée par un demi-grand axe de 2,46 UA, une excentricité de 0,14 et une inclinaison de 5,5° par rapport à l'écliptique.

## Compléments